# Delias callista
Delias callista är en fjärilsart som beskrevs av Jordan 1912. Delias callista ingår i släktet Delias och familjen vitfjärilar. Inga underarter finns listade i Catalogue of Life.